# مدنی انقلاب
مدنی انقلاب (به لاتین: Medeni Ingilab) یک منطقه مسکونی در جمهوری آذربایجان است که در شهرستان جلیل‌آباد واقع شده است.